# Fresulfe
Fresulfe é uma povoação portuguesa do Município de Vinhais, Distrito de Bragança que foi sede da extinta Freguesia de Fresulfe, freguesia que tinha 18,15 km² de área e 83 habitantes (2011), e, por isso, uma densidade populacional de 4,6 hab/km². 
A Freguesia de Fresulfe foi extinta (agregada), a partir de 29 de Setembro de 2014, tendo o seu território passado a fazer parte integrante da então criada União de Freguesias de Soeira, Fresulfe e Mofreita.
A Freguesia de Fresulfe estava inserida no Parque Natural de Montesinho.

## População
| População da Freguesia de Fresulfe | População da Freguesia de Fresulfe | População da Freguesia de Fresulfe | População da Freguesia de Fresulfe | População da Freguesia de Fresulfe | População da Freguesia de Fresulfe | População da Freguesia de Fresulfe | População da Freguesia de Fresulfe | População da Freguesia de Fresulfe | População da Freguesia de Fresulfe | População da Freguesia de Fresulfe | População da Freguesia de Fresulfe | População da Freguesia de Fresulfe | População da Freguesia de Fresulfe | População da Freguesia de Fresulfe |
| ---------------------------------- | ---------------------------------- | ---------------------------------- | ---------------------------------- | ---------------------------------- | ---------------------------------- | ---------------------------------- | ---------------------------------- | ---------------------------------- | ---------------------------------- | ---------------------------------- | ---------------------------------- | ---------------------------------- | ---------------------------------- | ---------------------------------- |
| 1864                               | 1878                               | 1890                               | 1900                               | 1911                               | 1920                               | 1930                               | 1940                               | 1950                               | 1960                               | 1970                               | 1981                               | 1991                               | 2001                               | 2011                               |
| 333                                | 316                                | 380                                | 351                                | 326                                | 338                                | 336                                | 376                                | 367                                | 390                                | 231                                | 189                                | 151                                | 100                                | 83                                 |

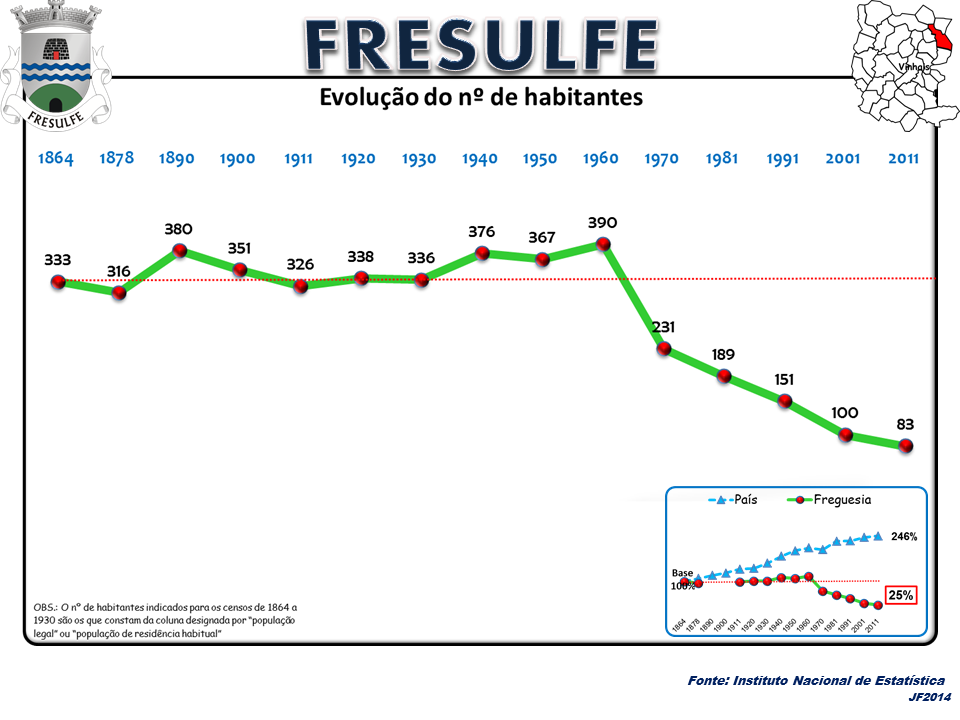
Evolução da População 1864 / 2011
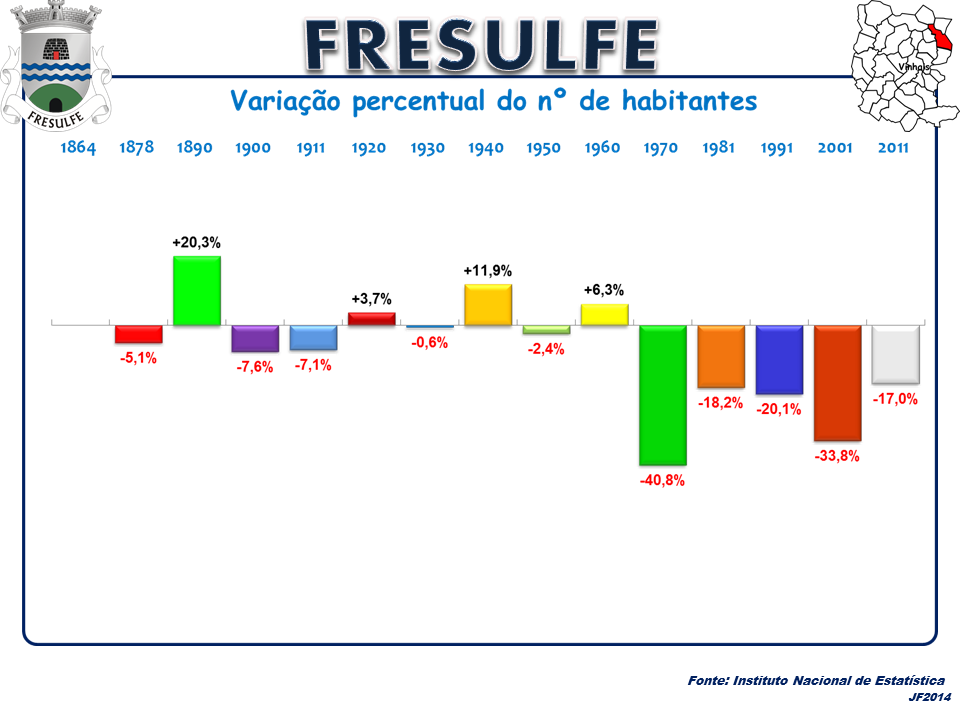
Variação da População 1864 / 2011
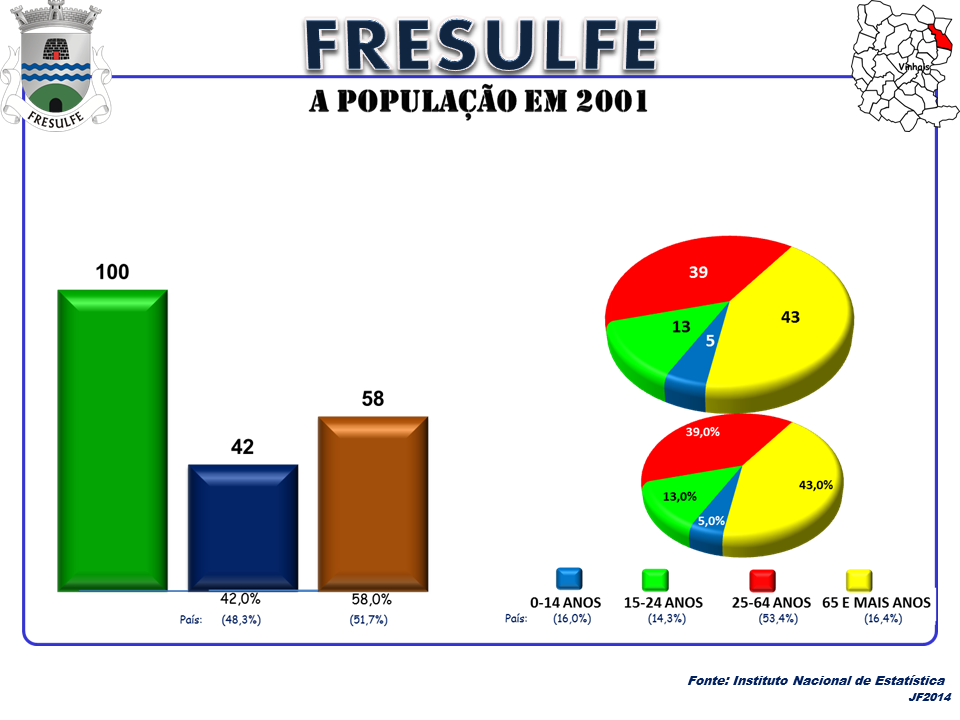
A População em 2001
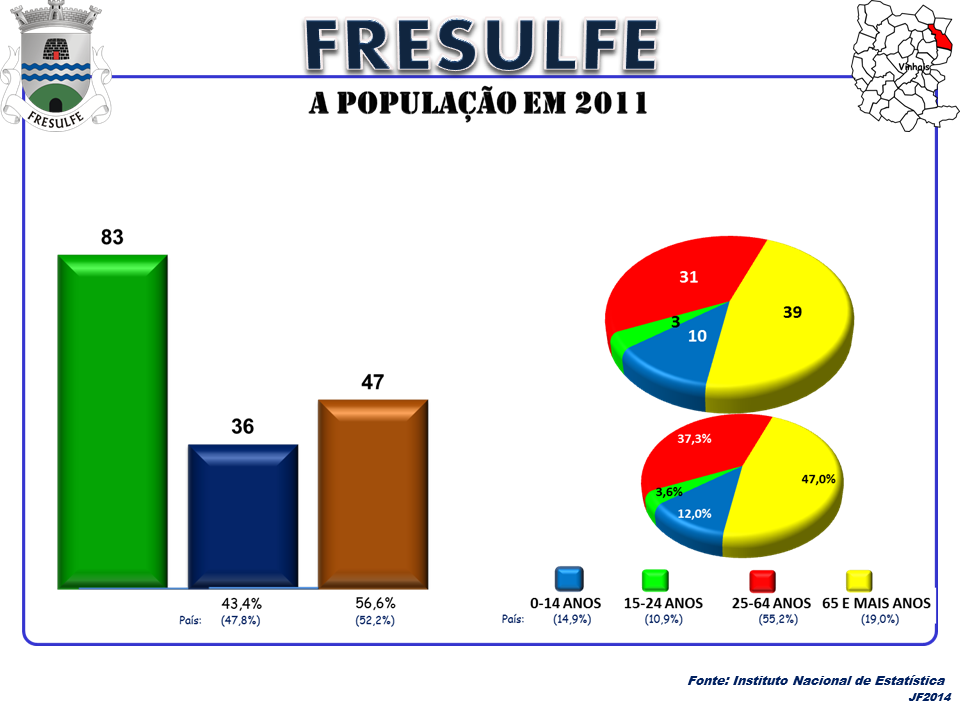
A População em 2011

## Património
- Igreja Paroquial de Fresulfe;
- Igreja Filial do Castro;
- Gruta de Dine ou Lorga de Dine ou Casa da Moura Encantada.